# David Kushner
David Alan Kushner II (ur. 6 września 2000 w Chicago) – amerykański piosenkarz i autor tekstów. Najbardziej znany z utworów "Daylight" oraz "Miserable Man".

## Życie prywatne
Piosenkarz określa się jako chrześcijanin, a przesłanie i treść jego muzyki inspirowana jest wiarą. W wywiadzie udzielonym w 2023 roku powiedział: "Moja wiara w Boga była fundamentalną rzeczą w moim życiu. Chociaż czasami rzeczy mogą stać się trudne, jeśli jestem całkowicie szczery, nauczyłem się, że to jest w porządku. [...] Tak naprawdę nie łapię się na żadnej kontroli. Przyjmuję moją wiarę i piszę muzykę, która moim zdaniem przemówi do ludzi".
Spotyka się z influencerką Nicole Mitchell, wraz z którą opublikował TikToka promującego jego nowy utwór "Daylight".

## Dyskografia[4]

### Single
| Rok | Tytuł                                 | Najwyższe pozycje w notowaniach | Najwyższe pozycje w notowaniach | Najwyższe pozycje w notowaniach | Najwyższe pozycje w notowaniach | Najwyższe pozycje w notowaniach | Najwyższe pozycje w notowaniach | Najwyższe pozycje w notowaniach | Najwyższe pozycje w notowaniach | Najwyższe pozycje w notowaniach | Najwyższe pozycje w notowaniach | Najwyższe pozycje w notowaniach | Najwyższe pozycje w notowaniach | Certyfikaty                                                                                          | Album              |
| Rok | Tytuł                                 | AUS                             | BEL (FI)                        | CAN                             | IRL                             | NDL                             | NOR                             | NZ                              | SWI                             | UK                              | GER                             | POR                             | WW                              | Certyfikaty                                                                                          | Album              |
| --- | ------------------------------------- | ------------------------------- | ------------------------------- | ------------------------------- | ------------------------------- | ------------------------------- | ------------------------------- | ------------------------------- | ------------------------------- | ------------------------------- | ------------------------------- | ------------------------------- | ------------------------------- | --- | ------------------ |
| 2021                                                                                                   | "ILY"                                 | —                               | —                               | —                               | —                               | —                               | —                               | —                               | —                               | —                               | —                               | —                               | —                               | |                    |
| 2021                                                                                                   | "To Let You Go"                       | —                               | —                               | —                               | —                               | —                               | —                               | —                               | —                               | —                               | —                               | —                               | —                               | |                    |
| 2021                                                                                                   | "Thank You"                           | —                               | —                               | —                               | —                               | —                               | —                               | —                               | —                               | —                               | —                               | —                               | —                               | |                    |
| 2021                                                                                                   | "Love You From Far Away"              | —                               | —                               | —                               | —                               | —                               | —                               | —                               | —                               | —                               | —                               | —                               | —                               | |                    |
| 2022                                                                                                   | "Miserable Man"                       | 36                              | —                               | 68                              | 19                              | 57                              | 31                              | 11                              | 46                              | 39                              | —                               | —                               | 149                             | - CAN: złota płyta                                                                                   | Footprints I Found |
| 2022                                                                                                   | "Mr. Forgettable"                     | —                               | —                               | —                               | 43                              | —                               | —                               | —                               | —                               | 73                              | —                               | —                               | —                               | - CAN: złota płyta - POL: złota płyta                                                                | Footprints I Found |
| 2022                                                                                                   | "Burn"                                | —                               | —                               | —                               | —                               | —                               | —                               | —                               | —                               | —                               | —                               | —                               | —                               | | Footprints I Found |
| 2022                                                                                                   | "Cigarettes"                          | —                               | —                               | —                               | —                               | —                               | —                               | —                               | —                               | —                               | —                               | —                               | —                               | | Footprints I Found |
| 2023                                                                                                   | "Elk Grove"                           | —                               | —                               | —                               | —                               | —                               | —                               | —                               | —                               | —                               | —                               | —                               | —                               | |                    |
| 2023                                                                                                   | "Daylight"                            | 4                               | 2                               | 6                               | 2                               | 1                               | 2                               | 1                               | 1                               | 2                               | 4                               | 17                              | 11                              | - UK: platynowa płyta - POL: diamentowa płyta - CAN: złota płyta - US: złota płyta - NZ: złota płyta |                    |
| 2024                                                                                                   | "Skin and Bones"                      | —                               | —                               | —                               | —                               | —                               | —                               | —                               | —                               | —                               | —                               | —                               | —                               | - POL: złota płyta                                                                                   |                    |
| 2024                                                                                                   | „In My Bones” (oraz Lost Frequencies) | —                               | —                               | —                               | —                               | —                               | —                               | —                               | —                               | —                               | —                               | —                               | —                               | - POL: platynowa płyta                                                                               | singel niealbumowy |
| 2024                                                                                                   | "Hero"                                | —                               | —                               | —                               | —                               | —                               | —                               | —                               | —                               | —                               | —                               | —                               | —                               | |                    |
| „—” oznacza singiel, który nie był notowany na listach przebojów lub nie został wydany w tym państwie. |                                       |                                 |                                 |                                 |                                 |                                 |                                 |                                 |                                 |                                 |                                 |                                 |                                 | |                    |

### EP-ki
| Tytuł              | Szczegóły                                                             | Najwyższe pozycje w notowaniach | Najwyższe pozycje w notowaniach | Najwyższe pozycje w notowaniach |
| Tytuł              | Szczegóły                                                             | BEL (FL)                        | LTU                             | SWI                             |
| ------------------ | --------------------------------------------------------------------- | ------------------------------- | ------------------------------- | ------------------------------- |
| Footprints I Found | - Wydana: 16 października 2022 - Formaty: Digital download, streaming | 114                             | 68                              | 93                              |

### Trasy koncertowe
- The Daylight Tour (2023)
- The Dichotomy Tour (2024- 2025)

## Występy w Polsce
Artysta wystąpił w Polsce 29 czerwca 2023 podczas Open'er Festiwal 2023 w Gdyni-Kosakowo . Dodatkowo wystąpił on dzień wcześniej, 28 czerwca, w Muszli Koncertowej w Gdyni, gdzie dał darmowy koncert dla swoich słuchaczy.
1. https://vibez.pl/wydarzenia/viralowy-daylight-podbija-tiktoka-kim-jest-david-kushner-6886253907528608a
2. https://allfamous.org/pl/people/david-kushner-20000906.html
3. https://opener.pl/en/events/427/david-kushner
4. https://poptized.com/music/a-conversation-with-david-kushner
5. https://www.papermag.com/david-kushner-2659852499.htm
6. https://auralcrave.com/en/2023/04/16/david-kushner-daylight-the-lyrics-video-meaning
7. https://opener.pl/en/events/427/david-kushne
8. https://www.olis.pl/charts/oficjalna-lista-wyroznie